# Chase Stadium
Het Chase Stadium, ook bekend geweest onder de namen DRV PNK Stadium en Inter Miami CF Stadium, vanwege een sponsordeal met JPMorgan Chase, is een multifunctioneel stadion in Fort Lauderdale, een stad in Amerikaanse staat Florida. Het stadion wordt voornamelijk gebruikt voor voetbalwedstrijden van de voetbalclubs Inter Miami en Fort Lauderdale. Het heeft een capaciteit van 18.000 toeschouwers.

## Geschiedenis
In 2016 werd bekend dat de Fort Lauderdale Strikers het oude Lockhart Stadium zouden gaan verlaten, waardoor het in verval raakte. De nieuw opgerichte club Inter Miami CF maakte in januari 2019 plannen bekend om een nieuw stadion en trainingscomplex te realiseren op de locatie van het oude stadion. Het stadion zou als tijdelijk onderkomen gaan dienen voor The Herons tot het nieuwe, grotere stadion Miami Freedom Park gerealiseerd is. Daarnaast zou ook het satellietteam gebruik gaan maken van het stadion, Fort Lauderdale CF.
Bij de bouw van het nieuwe stadion waren Manica Architecture en Perez and Perez Architects Planners betrokken en begon in mei 2019. Bijna een jaar later, in maart 2020, werden de werkzaamheden afgerond. De bouw kostte zestig miljoen dollar.

### Opening
De opening van het stadion stond aanvankelijk gepland voor 14 maart 2020 met een openingswedstrijd tussen The Herons en Los Angeles Galaxy. De wedstrijd werd echter uitgesteld vanwege de coronapandemie. De uiteindelijke openingswedstrijd vond plaats op 18 juli 2020. De wedstrijd ging tussen Fort Lauderdale CF en Greenville Triumph SC (0–2). De eerste internationale wedstrijd vond plaats op 9 december 2020. Dit betrof een vriendschappelijke wedstrijd tussen de Verenigde Staten en El Salvador en eindigde in 6–0.

## Internationale wedstrijden
| No. | Datum           | Wedstrijd                              | Uitslag | Toernooi                              |
| --- | --------------- | -------------------------------------- | ------- | ------------------------------------- |
| 1.  | 9 december 2020 | Verenigde Staten – El Salvador         | 6–0     | Vriendschappelijk                     |
| 2.  | 2 juli 2021     | Haïti – Saint Vincent en de Grenadines | 6–1     | CONCACAF Gold Cup 2021 (kwalificatie) |
| 3.  | 2 juli 2021     | Bermuda – Barbados                     | 8–1     | CONCACAF Gold Cup 2021 (kwalificatie) |
| 4.  | 2 juli 2021     | Trinidad en Tobago – Montserrat        | 6–1     | CONCACAF Gold Cup 2021 (kwalificatie) |
| 5.  | 3 juli 2021     | Guadeloupe – Bahama's                  | 2–0     | CONCACAF Gold Cup 2021 (kwalificatie) |
| 6.  | 3 juli 2021     | Guatemala – Guyana                     | 4–0     | CONCACAF Gold Cup 2021 (kwalificatie) |
| 7.  | 6 juli 2021     | Trinidad en Tobago – Frans-Guyana      | 1–1     | CONCACAF Gold Cup 2021 (kwalificatie) |
| 8.  | 6 juli 2021     | Haïti – Bermuda                        | 4–1     | CONCACAF Gold Cup 2021 (kwalificatie) |
| 9.  | 6 juli 2021     | Guadeloupe – Guatemala                 | 1–1     | CONCACAF Gold Cup 2021 (kwalificatie) |
| 10. | 27 maart 2022   | Guatemala – Haïti                      | 2–1     | Vriendschappelijk                     |
| 10. | 22 juni 2022    | Ecuador – Kaapverdië                   | 1–0     | Vriendschappelijk                     |